# Lex Claudia

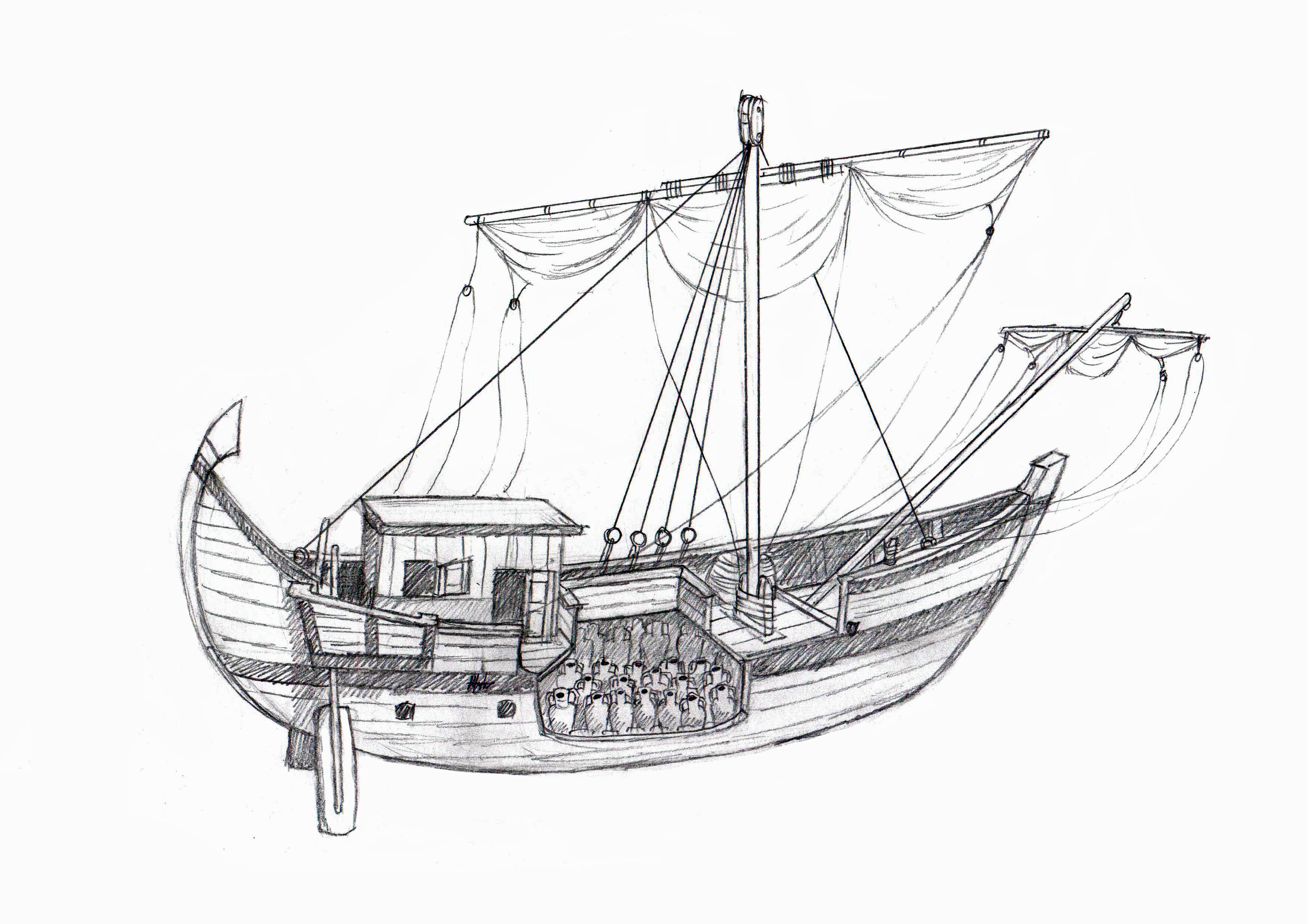
Esquema aproximado de un navío mercante romano de transporte

Lex Claudia, de nave senatorum, de senaturum quaestu o de senatoribus son denominaciones de una ley establecida en la República romana en el año 218 a. C., denominada así por su impulsor, el tribuno de la plebe Quinto Claudio. Era el único proponente de la ley, pero consiguió eludir su paso por el Senado gracias al apoyo de Cayo Flaminio, cónsul de aquel año. Su propósito era impedir que ningún senador, así como ninguno de sus hijos, pudiera poseer un barco con capacidad superior a las trescientas ánforas (equivalente a un tonelaje de siete toneladas, mientras que la capacidad media de los barcos mercantes de época romana solía ser entre tres mil y cinco mil ánforas, o sea, de ciento treinta a trescientas toneladas).
Aunque los senadores ya tenían prohibido legalmente participar en el comercio, habían encontrado formas de eludir esa prohibición; de modo que la nueva ley se aseguraba de que no pudieran beneficiarse indirectamente de participar en la más lucrativa de las actividades mercantiles: el comercio a larga distancia por vía marítima, especialmente en un momento (en vísperas de la segunda guerra púnica) en que estaba en plena expansión, y lo estaría aún más por consecuencia de las guerras y la expansión territorial de la República por el Mediterráneo. Enriquecerse con el comercio era considerado una actividad impropia de la clase superior, que únicamente tenía como forma honorable de riqueza la propiedad de la tierra, el botín de guerra y los cargos públicos (a pesar de que el ejercicio de las magistraturas era gratuito -ad honorem-).
La ley podía considerarse como un intento de asegurar que los senadores tomaran sus decisiones en torno a la guerra y la paz mirando solo el bien de la República y no sus propios intereses financieros. Así se entiende que Flaminio, a pesar de la oposición de todos los senadores, eludiera el pase de la ley por el Senado: como una forma de fortalecer la pureza política en la toma de decisiones. La oposición de los senadores parece que tenía como argumento que, simplemente, interfería con su libertad. Como resultado de la ley, las familias de clase senatorial incrementaron sus inversiones en compañías comerciales y adquisición de tierras por toda la península itálica.
La Lex Claudia representa uno de los mayores intentos de establecer una separación entre clase gobernante y clase comerciante en la República romana; forzó a la clase senatorial a concentrar la propiedad agraria a gran escala, dejando a la clase ecuestre los negocios navieros y el comercio a larga distancia. Los enormes latifundios de los senadores romanos provocaron disfunciones sociales que explican el ascenso de los Gracos en el 133 a. C., y el resto de las transformaciones que llevaron a la crisis de la República. Para la época de Cicerón, la ley parece que había quedado obsoleta.